# Norristown (Georgia)
Norristown es un lugar designado por el censo ubicado en el condado de Emanuel en el estado estadounidense de Georgia. En el año 2010 tenía una población de 59 habitantes.

## Geografía
Norristown se encuentra ubicado en las coordenadas 32°30′20″N 82°29′44″O / 32.50556, -82.49556.